# Adrián Orantes Dorantes
José Víctor Adrián Orantes Dorantes (ciudad de Guatemala, 5 de septiembre de 1908 - 1986) fue un compositor guatemalteco, Supervisor de Educación Estética, compositor de música escolar, organizador del 1.er. Seminario Centroamericano de Educación Musical, en donde destacó mostrando su experiencia pedagógica, fundador del Coro de Señoritas del Instituto Normal para Señoritas Belén, Maestro de Capilla y autor del primer disco long play de música infantil de Guatemala.

## Biografía
Hijo de Adríán Orantes y de Jesús Dorantes, pertenecía a una familia de famosos músicos guatemaltecos, entre los que destacaron, a la par de él, sus hermanos Miguel Ángel y Roberto. Ambos se distinguieron también como insignes y queridos maestros de Música así como músicos de muchas Iglesias de la capital de Guatemala. En el caso de Roberto llegó a ser el músico de la Iglesia Catedral y profesor de música del Colegio San José de los Infantes. La familia vivió una infancia de mucha pobreza y tuvo que sobrevivir a los terremotos de 1917 que sufrió la capital guatemalteca. Con mucho esfuerzo, trabajo honrado y sacrificio, se graduaron de maestros y se insertaron en el mundo de la música. Adrián contrajo nupcias con una dama de la alta sociedad guatemalteca, doña Felipa de Jesús María Elvira de Coto Peláez Quintana, hija unigénita de don Manuel de Coto Peláez, inmigrante asturiano, uno de los fundadores de la Sociedad de Beneficencia Española en Guatemala y propietario del más afamado almacén de comestibles extranjeros en la ciudad de Guatemala de aquel tiempo.
Procreó con ella a sus 4 hijos, dos varones y dos mujeres: Sergio Lyonel, Manuel Emilio, Blanca Miriam y Clara Angélica Haydee. Su profunda fe cristiana se vio premiada cuando dos de sus nietos, los dos hijos de Sergio Lyonel, eligieron el sacerdocio, Mario Lionel y Sergio Manuel, este último destacándose a su vez como un sacerdote de pensamiento muy progresista, Párroco de El Sagrario, encargado de la Iglesia Catedral de Guatemala y Rector del Colegio San José de los Infantes (1992 - 1997). Ambos eran producto del matrimonio de Sergio Lyonel con Martha Aracely Nájera Rossell, sobrina y colaboradora cercana de Monseñor Mariano Rossell y Arellano, Arzobispo de Guatemala. El maestro Adrián Orantes, permaneció casado con doña Elvira, como era conocida, hasta la muerte de ésta.

## Carrera
Ya en su juventud, tanto Adrián como Miguel Ángel, se insertaron como músicos en las mejores bandas de la Guatemala de inicios del siglo XX. Siguiendo su vocación de maestro, Adrián impartió clases en distintas instituciones educativas, destacando entre ellas el Instituto Normal Casa Central, el Instituto Normal para Señoritas Belén, y el colegio Liceo Guatemala. Adrián destacó por su increíble creatividad en la composición de distintos tipos de géneros musicales, en especial fue compositor de música para niños y música sacra. Desde muy joven editó tres libros de canciones. Entre sus obras de teatro están El muñeco de Cuerda, La Granja, Graduación de marinos, El corderito entre otras muchas. Además de sus canciones escolares se pueden encontrar obras sueltas importantes para Guatemala como el Himno al Maestro, Himno a la Madre, el Himno a la Patria (Despertar -Himno al 15 de septiembre-), oficiales para Guatemala, el Himno de la congregación de las Hermanas de Bethania, así como obras folklóricas al ritmo del "son chapín", uno de cuyos ejemplos es “Los inditos vienen del bello San Juan”. Escribió 4 obras de teatro musical: El muñeco de cuerda, La granja; Graduación de marinos y El Corderito. Fundó también el coro de alumnas del Instituto Normal para Señoritas Belén, que alcanzó fama nacional e internacional. Así mismo fue el organizador del 1.er. Seminario Centroamericano de Educación Musical
Tanto entre el clero como entre la feligresía católica fue altamente apreciado por ser Maestro de Capilla de innumerables Iglesias de Guatemala y sus alrededores, de donde era solicitado constantemente.
Su educación, dulzura y don de gentes, unidos a una mano firme que procedían de una vocación pedagógica y didáctica que parecía no aprendida sino innata, le alcanzaron la aceptación, cariño y respeto de los habitantes de la capital guatemalteca.

## Discografía
Fue el primer músico guatemalteco autor de un disco de un disco de Música Infantil, el cual se editó bajo la dirección del maestro Bob Porter.